# Groenbladia neglecta
Groenbladia neglecta là một loài Song tinh tảo trong họ Desmidiaceae, thuộc chi Groenbladia.